# Isochromodes straminea
Isochromodes straminea là một loài bướm đêm trong họ Geometridae.